# 托马斯·鲁克塞尔
托马斯·鲁克塞尔（法語：Thomas Rouxel，1991年5月26日—），法國男子羽毛球運動員，效力於Chambly Oise羽球俱樂部。

## 選手生涯
托马斯·鲁克塞尔在2011至2013年間曾幾度在國際賽闖入四強，直到2014年才在白夜羽毛球賽首度闖入決賽，最終以0比2 （16-21、23-25）不敌2号种子、德国的迪特尔·杜马克。
2015年4月，托马斯·鲁克塞尔在秘魯國際賽决赛中以2比0 （21-12、21-13）击败队友卢卡斯·科维，生涯首次赢得冠軍。同年8月，鲁克塞尔參加印尼雅加達舉行的世界羽毛球錦標賽，出戰男子單打項目，首圈就以1比2（15-21、21-16、12-21）不敵加拿大的马丁·朱弗雷出局。
2016年，鲁克塞尔隨法國國家隊於歐洲團體錦標賽獲得男子團體冠軍，並在波蘭公開賽決賽以2比0（21-11、21-16）擊敗芬兰的埃图·海诺，赢得第二座国际赛的冠军。
2017年7月，托马斯·鲁克塞尔出戰白夜羽毛球賽，在决赛中以1比2 （21-15、15-21、18-21）不敌赛会头号种子、西班牙的巴勃羅·阿維安。同期9月，他出戰捷克羽毛球公開賽，在决赛中以0比2 （8-21、14-21）不敌日本的桃田賢斗。
2022年9月，鲁克塞尔在個人Instagram宣布離開國際賽場，日後將只為所屬俱樂部出賽。

## 主要比賽成績
只列出曾進入準決賽的國際賽事成績：
| 年份   | 賽事                     | 公開賽級別 | 項目     | 拍檔         | 成績   |
| ------ | ------------------------ | ---------- | -------- | ------------ | ------ |
| 2011年 | 羅馬尼亞羽毛球國際賽     | 國際系列賽 | 男子單打 | －           | 準決賽 |
| 2011年 | 葡萄牙羽毛球國際賽       | 國際系列賽 | 男子單打 | －           | 準決賽 |
| 2011年 | 塞浦路斯羽毛球國際賽     | 國際系列賽 | 男子單打 | －           | 準決賽 |
| 2011年 | 匈牙利羽毛球國際賽       | 國際系列賽 | 男子單打 | －           | 準決賽 |
| 2012年 | 大溪地羽毛球國際挑戰賽   | 國際挑戰賽 | 男子雙打 | Yoann Turlan | 準決賽 |
| 2013年 | 大溪地羽毛球國際挑戰賽   | 國際挑戰賽 | 男子單打 | －           | 準決賽 |
| 2013年 | 斯洛文尼亞羽毛球國際賽   | 國際系列賽 | 男子單打 | －           | 準決賽 |
| 2014年 | 白夜羽毛球賽             | 國際挑戰賽 | 男子單打 | －           | 亞軍   |
| 2015年 | 秘魯羽毛球國際賽         | 國際挑戰賽 | 男子單打 | －           | 冠軍   |
| 2015年 | 西班牙羽毛球國際賽       | 國際挑戰賽 | 男子單打 | －           | 準決賽 |
| 2015年 | 意大利羽毛球國際賽       | 國際挑戰賽 | 男子單打 | －           | 準決賽 |
| 2016年 | 歐洲男子羽毛球團體錦標賽 | 其他       | 男子團體 | －           | 亞軍   |
| 2016年 | 波蘭羽毛球公開賽         | 國際挑戰賽 | 男子單打 | －           | 冠軍   |
| 2016年 | 布拉格羽毛球公開賽       | 國際挑戰賽 | 男子單打 | －           | 準決賽 |
| 2017年 | 白夜羽毛球賽             | 國際挑戰賽 | 男子單打 | －           | 亞軍   |
| 2017年 | 哈爾科夫羽毛球國際賽     | 國際挑戰賽 | 男子單打 | －           | 準決賽 |
| 2017年 | 捷克羽毛球公開賽         | 國際挑戰賽 | 男子單打 | －           | 亞軍   |
| 2018年 | 歐洲羽毛球男子團體錦標賽 | 其他       | 男子團體 | －           | 季軍   |
| 2018年 | 加拿大羽毛球公開賽       | 超級100賽  | 男子單打 | －           | 準決賽 |
| 2018年 | 白夜羽毛球賽             | 國際挑戰賽 | 男子單打 | －           | 準決賽 |
| 2018年 | 捷克羽毛球公開賽         | 國際挑戰賽 | 男子單打 | －           | 準決賽 |
| 2018年 | 意大利羽毛球國際賽       | 國際挑戰賽 | 男子單打 | －           | 亞軍   |
| 2019年 | 奧爾良羽毛球大師賽       | 超級100賽  | 男子單打 | －           | 亞軍   |

| 2007-2017年 | 首要超級賽 | 超級賽 | 黃金大獎賽 | 大獎賽 | 國際挑戰賽 | 國際系列賽 | 未來系列賽 | 其他 |

| 2018-2026年 | 總決賽 | 超級1000賽 | 超級750賽 | 超級500賽 | 超級300賽 | 超級100賽 | 國際挑戰賽 | 國際系列賽 | 未來系列賽 | 其他 |

### 奧運會和世錦賽參賽紀錄
|          | 2015 | 2016 | 2017 | 2018 | 2019 | 2020 | 2021 |
| -------- | ---- | ---- | ---- | ---- | ---- | ---- | ---- |
| 男子單打 | 64強 | －   | －   | －   | 32強 | －   | 32強 |

## 外部連結
- 托马斯·鲁克塞尔在世界羽球聯盟的登錄資料
- 托马斯·鲁克塞尔的Instagram帳戶
- 托马斯·鲁克塞尔的Facebook專頁